# Frontó Ogueta
El Frontó Ogueta és el frontó més important a Vitòria.
Inaugurat el 31 de març de 1979 per l'Ajuntament que n'és propietari, és un frontó curt, apte doncs per a jugar a pilota a mà o a pala curta amb un aforament de fins a 2.155 espectadors. És per això que s'hi solen disputar les finals de campionats tan rellevants com el Quatre i Mig, però també de l'individual o per parelles.
Rep el nom com a homenatge al millor pilotari alabès de tots els temps, Ogueta.
Després de ser reformat el frontó mesura 38,5m de llarg per 10m d'ample, amb un frontis de 9,5m d'alt (çó és, 50cm més baix del reglamentat).